# Georgia Flood
Georgia Flood es una actriz australiana, más conocida por haber interpretado a Charlotte Barker en la serie Tangle y a Phoebe Crabb en House Husbands.

## Carrera
En 2009 se unió al elenco recurrente de la serie Tangle, donde interpretó a la estudiante Charlotte Barker hasta el final de la serie en 2012.
En 2012 se unió al elenco de la serie House Husbands donde interpreta a Phoebe Crabb, la hija de Lewis Crabb (Gary Sweet) y hermana de Lucy Crabb (Anna McGahan).
En 2013 se unió al elenco recurrente de la primera temporada de la serie Wentworth donde interpretó a la joven Debbie Smith, la hija de la prisionera Bea Smith (Danielle Cormack) hasta el octavo episodio de la primera temporada después de que su personaje muriera al sufrir una sobredosis después de que su novio Brayden Holt (Reef Ireland) la inyectara con heroína. 
A finales de junio del mismo año se anunció que Georgia formaría parte del elenco principal de la miniserie ANZAC Girls donde interpretará a Alice Ross-King.
A finales de 2015 se anunció que Georgia se uniría al elenco de la popular serie australiana Home and Away en 2016.

## Filmografía[5]

### Series de televisión
| Año               | Serie                 | Personaje              | Notas                   |
| ----------------- | --------------------- | ---------------------- | ----------------------- |
| 2018              | American Princess     | Amanda Lundy           | 10 episodios            |
| 2018              | Olivia Newton-John    | Pat Carroll (de joven) | ep. #1.1 - miniserie    |
| 2016 - 2017       | Here Come the Habibs! | Madison O'Neill        | 14 episodios            |
| 2013 - 2014, 2016 | Wentworth             | Debbie Smith           | 10 episodios            |
| 2016              | Home and Away         | Lindsay Ford           | 4 episodios             |
| 2014              | ANZAC Girls           | Alice Ross-King        | 6 episodios - miniserie |
| 2012 - 2014       | House Husbands        | Phoebe Crabb           | 27 episodios            |
| 2009 - 2012       | Tangle                | Charlotte Barker       | 19 episodios            |
| 2009              | Beyond Blue 'Youth'   | Kelly                  | -                       |
| 2008              | Pharaoh's Leap        | Adriana                | episodio "Piloto"       |
| 2008              | City Homicide         | Becky Lewis            | episodio "In House"     |

### Películas
| Año  | Título                              | Personaje  | Notas                                                                           |
| ---- | ----------------------------------- | ---------- | ------------------------------------------------------------------------------- |
| 2015 | I Am Evangeline                     | Evangeline | junto a Benjamin Hoetjes, Peter Rowley, Mike Bishop & Christopher Bunworth      |
| 2013 | The Orchard                         | Anna       | corto - junto a Alex Dimitriades, Susan Prior, Peter Magdas & Vincenzo Prosperi |
| 2009 | The Apocalypse Bear: Beyond the Sea | Josephine  | cortometraje                                                                    |
| 2008 | Hugo                                | Sarah      | corto - junto a Sianoa Smit-McPhee, Diana Greentree, Tessa James & André Jewson |

### Videos musicales
| Año  | Título         | Notas                        |
| ---- | -------------- | ---------------------------- |
| 2011 | Good Day Today | apareció en el video musical |

### Teatro
| Año  | Obra           | Personaje | Director (a)     | Teatro          | Notas                                                                             |
| ---- | -------------- | --------- | ---------------- | --------------- | --------------------------------------------------------------------------------- |
| 2016 | Arcadia        | -         | Richard Cottrell | Drama Theatre   | junto a Josh McConville, Ryan Corr y Andrea Demetriades                           |
| 2011 | Don Parties On | Belle     | Robyn Nevin      | -               | junto a Diane Craig, Frankie J. Holden, Tracy Mann, Garry McDonald y Nikki Shiels |
| 2008 | Blackbird      | Joven     | Peter Evans      | Beckett Theatre | junto a Alison Bell y Greg Stone                                                  |